# Moviment Nacional Socialista de Dinamarca
El Moviment Nacional Socialista de Dinamarca (en danès Danmarks Nationalsocialistiske Bevægelse, abreujat DNSB) és un partit polític neonazi danès fundat el setembre de 1991. El moviment es considera un successor del DNSAP (Danmarks Nationalsocialistiske Arbejderparti), el partit nazi danès fundat el novembre de 1930, a semblança de l'NSDAP alemany d'Adolf Hitler. El moviment ha concorregut diverses vegades a les eleccions municipals i regionals daneses, sense obtenir-ne representació.

## Història
Un cop acabada la Segona Guerra Mundial, uns quants membres van continuar amb el nom original del partit (DNSAP) i van publicar el diari Fædrelandet durant el període 1952-1972.
El moviment va ser dissolt, rebatejat i restaurat diverses vegades durant període 1972-1991. L'actual encarnació del Moviment Nacional Socialista de Dinamarca va ser fundada l'1 de setembre de 1991 pel llavors president, Jonni Hansen. El qual va fer públic al diari Ekstra Bladet el nombre de membres, dada que el moviment manté en secret.
Sota el lideratge de Jonni Hansen, el moviment va reiniciat la publicació de Fædrelandet i va posat en marxa una emissora de ràdio local, Radio Oasen, que es pot rebre en una zona al voltant de la localitat de Greve al sud de Copenhaguen i a través d'internet.
Després de més de 25 anys com a president del DNSB, Jonni Hansen va optar per retirar-se el 19 d'octubre de 2010. Va ser substituït com a president per Esben Kristensen. Després del canvi de president, Daniel Carlsen va optar per abandonar el moviment l'abril de 2011. Des d'aleshores, Daniel Carlsen ha atret molts dels membres per formar un nou "partit nacional modern", el Danskernes Parti.

## Eleccions
Fins ara el DNSB s'ha presentat quatre vegades a les eleccions municipals a Greve. El 1997 va obtenir el 0,5% dels vots, i el 2001 el 0,2% (73 vots). En ambdós casos, va ser molt per sota del nombre necessari per obtenir representació al consistori municipal.
A les eleccions municipals i regionals del 15 de novembre de 2005, el partit va obtenir 73 vots a Greve (0,3%) i 603 vots a la regió (0,1%). De nou, això va ser significativament per sota del que era necessari per aconseguir la representació. No obstant, el DNSB va guanyar una major atenció als mitjans.
A les eleccions municipals del 2009, el partit va rebre 63 vots a Greve i 556 vots a tota la regió.